# Lagenidae
Lagenidae es una familia de foraminíferos bentónicos de la superfamilia Nodosarioidea, del suborden Lagenina y del orden Lagenida. Su rango cronoestratigráfico abarca desde el Pliensbachiense (Jurásico inferior) hasta la Actualidad.

## Clasificación
Lagenidae incluye a los siguientes géneros:
- Cribrolagena
- Hyalinonetrion
- Lagena
- Obliquina
- Procerolagena
- Pygmaeoseistron
- Reussoolina
- Rimulinoides
- Tetragonulina
- Asipholagena
- Cerebrina
- Conolagena
- Globulospinella

Otros géneros considerados en la Familia Lagenidae son:
- Amphorina, aceptado como hyalinonetrion
- Archaelagena, considerado nomen nudum
- Capitellina, aceptado como Lagena (protista)
- Clyphogonium, de posición taxonómica incierta
- Cristellaria, aceptado como peneroplis de la Familia Peneroplidae
- Ectolagena, aceptado como Lagena (protista)
- Favolagena
- Lagenula, considerado sinónimo posterior de Lagena (protista)
- Lagenulina, aceptado como Lagena (protista)
- Ovolina, considerado sinónimo posterior de lagenaLagena (protista)
- Ovulida, considerado sinónimo posterior de lagenaLagena (protista)
- Phialina, aceptado como lagenaLagena (protista)
- Phialinea, aceptado como Procerolagena